# 騎士站
騎士站（法語：Chevaleret）位於巴黎13區，是巴黎地鐵6號線的車站之一。騎士站開業於1909年3月1日，站名源自於騎士街。騎士站附近坐落著法國財政部大樓。

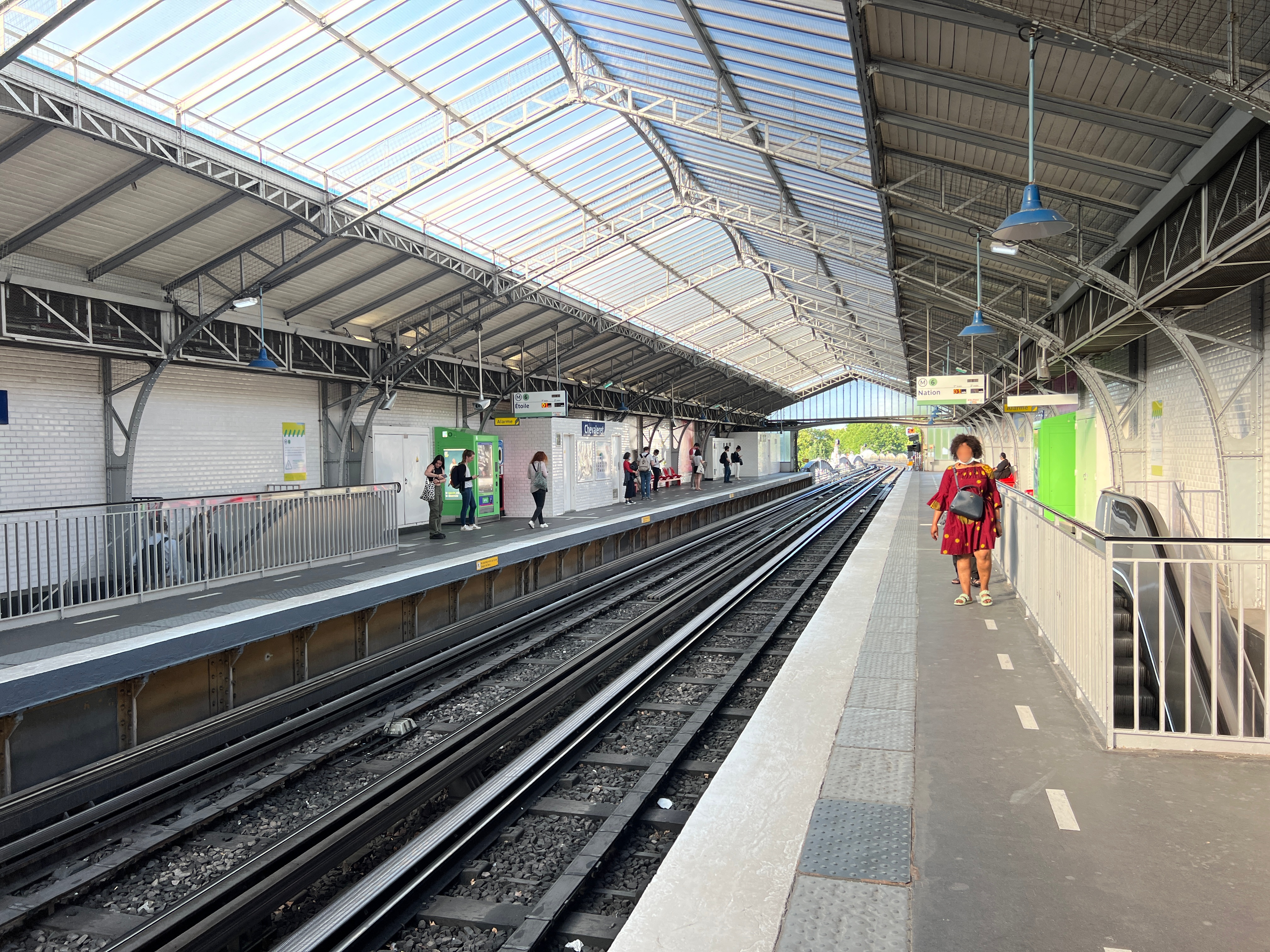
月台（2022年7月）

## 車站結構
| 月台層 | 側式月台，右側開門 | 側式月台，右側開門         |
| 月台層 | 往夏爾·戴高樂-星形 | 往夏爾·戴高樂-星形（國民） |
| 月台層 | 往民族             | 往民族（車站河邊街）       |
| 月台層 | 側式月台，右側開門 |                            |
| 1F     | 月台連接夾層       |                            |
| 街道層 |                    |                            |